# L'Apprenti (roman)
Pour les articles homonymes, voir L'Apprenti.
L'Apprenti (titre original : Prentice Alvin) est un roman de fantasy écrit par Orson Scott Card et publié en 1989.
Ce roman fait partie des Chroniques d'Alvin le Faiseur et fait suite au Prophète rouge.

## Éditions
- Prentice Alvin, Tor Books, février 1989, 342 p.  (ISBN 0-312-93141-7)
- L'Apprenti, L'Atalante, coll. « La Dentelle du cygne », mai 1993, trad. Patrick Couton, 448 p.  (ISBN 2-905158-70-0)
- L'Apprenti, in Les Chroniques d'Alvin le Faiseur, L'Atalante, coll. La Dentelle du cygne, septembre 1996, trad. Patrick Couton, 896 p.  (ISBN 2-84172-040-3)
- L'Apprenti, Gallimard, coll. « Folio SF » no 16, septembre 2000, trad. Patrick Couton, 528 p.  (ISBN 2-07-041576-7)

## Les Chroniques d'Alvin le Faiseur
- Le Septième Fils
- Le Prophète rouge
- L'Apprenti
- Le Compagnon
- Flammes de vie
- La Cité de cristal
- Master Alvin